# SKA11-klassen
SKA11-klassen er en af Søværnets skibstyper der er beregnet til søopmåling og er bygget af glasfiber. SKA12 og SKA16 foretager søopmåling ved Grønland. SKA13 og SKA14 er overført til Marinestation Kongsøre til brug for Frømandskorpset.
| Pnt.  | Navn | Kølen lagt | Søsat | Indgået       | Navngivet af | Skæbne               | Kaldesignal |
| ----- | ---- | ---------- | ----- | ------------- | ------------ | -------------------- | ----------- |
| SKA11 | -    | -          | -     | 15 april 1981 | -            | Sunket 3 maj 2006    | -           |
| SKA12 | -    | -          | -     | 05 maj 1981   | -            | Operativ             | OUGG        |
| SKA13 | -    | -          | -     | 26 juni 1982  | -            | Operativ             | OUGH        |
| SKA14 | -    | -          | -     | 25 marts 1982 | -            | Operativ             | OUGI        |
| SKA15 | -    | -          | -     | 1984          | -            | Udgået 21 marts 2007 | -           |
| SKA16 | -    | -          | -     | 12 maj 1985   | -            | Operativ             | OUGL        |